# Prix Ebony
Le prix Ebony est un prix journalistique récompensant chaque année les meilleurs journalistes de Côte d’Ivoire. Il a été institué en 1993 par l’Union nationale des journalistes de Côte d’Ivoire (UNJCI).

## Historique
Initié par le journaliste Honorat De Yedagne en 1993 (alors Secrétaire général de l’UNJCI), c’est sur proposition de Frédéric Grah Mel que le prix Ebony doit son nom au journaliste ivoirien Noël X. Ebony,. Créé pour soigner l’image de marque de la presse ivoirienne, ce prix, en plus de célébrer l’excellence journalistique, offre aussi une plateforme de réflexion sur les défis et opportunités auxquels est confrontée la profession de journaliste. Il est décerné lors de la « Soirée des Ebony » qui a été rebaptisée « Week-end des Ebony », et comprend les distinctions suivantes : prix Super Ebony, prix Ebony télé, prix Ebony radio, prix Ebony presse écrite et prix Ebony presse numérique. Il y a aussi les prix spéciaux Zadi Zaourou du meilleur journaliste culturel ; Jean-Pierre Ayié de la meilleure interview ; Jérôme Diégou Bailly de la meilleure enquête ; Joseph Diomandé du meilleur reportage ; ainsi que ceux de meilleur journaliste pour la lutte contre le travail des enfants ; pour la lutte contre la fraude sur l’électricité ; du meilleur journaliste en Économie ; du meilleur journaliste en agro-industrie ; du meilleur présentateur du journal télévisé ; du meilleur journaliste sportif ; de la CNPS ; pour la promotion des Droits de l’Homme ; pour la promotion des transports ; de la solidarité et de la cohésion sociale. Le prix Ebony a donné naissance en avril 2024 au « Cercle des Ebony », qui regroupe les lauréats dudit prix,.

## Critères de sélections
Pour participer aux prix Ebony, les candidats doivent non seulement avoir la carte professionnelle de journaliste et celle de l’Union nationale des journalistes de Côte d’Ivoire, mais aussi ne pas être blâmés. Ils doivent ensuite proposer sur format A4, six (6) productions des trois grands genres journalistiques (deux enquêtes, deux dossiers ou documentaires, deux interviews).

## Lauréats du Prix Ebony
- Dramane Sangaré, premier prix Ebony en 1993 pour son article  « Nous sommes presque tous des ripoux »[9],

- Venance Konan, premier lauréat du prix Ebony enquête et reportage en 1993[10],[11]

- Yves Zogbo Junior, Prix Ebony du Meilleur animateur télé en 1993[12]

- Emmanuel Grattié Lavry , prix Ebony dans la catégorie Meilleur présentateur, au niveau de la télévision (RTI) en 1993 et 1994[13]

- Wencelas Aboké, prix Ebony du Meilleur animateur télé en 1994[12]

- Coulibaly Souleymane alias Soro Solo, prix Ebony du Meilleur animateur radio en 1993 et 1994[12]

- Bakayoko Zéguéla, prix Ebony de la Meilleure enquête en 1994 avec son article ‘’ La Pisam, trop de plaintes’’[11]

- Dominique Mobioh Ezoua, prix Ebony du Meilleur reportage en 1994 avec son article ‘’ La frontière ivoiro-libérienne : la semoule sème la pagaille[11]’’

- Brou Aka Pascal, prix Ebony du Meilleur reporter sportif télé en 1994[12]

- Brou Konan Bertin, prix Ebony du Meilleur reporter sportif radio en 1994 [12]

- César Etou, prix Ebony du Meilleur reportage en 1996 avec son article ‘’ Conflit Baoulé-Bété dans le Centre’’[11]

- Joachin Beugré, prix Ebony du Meilleur compte rendu en 1996 pour son article : « Bouaké : Election présidentielle, ‘’ Les balbutiements de la démocratie à l’ivoirienne’’ »[12].

- Marie Laure Digbeu, Ebony en 1998[11]

- Doua Gouly, le premier Super Ebony en 2004[11]

- Claude Franck About, Super Ebony 2005[11]

- Lassiné Fofana, Super Ebony 2006[11]

- Moussa Touré, Super Ebony 2007[11]

- Yo Claude, Super Ebony 2008[11]

- Jean Roche Kouamé, Super Ebony 2009[11]

- Irène Bath Kouassi, Super Ebony 2011[14]

- Marceline Gneproust, Super Ebony 2012[11]

- Sethou Banhoro, Super Ebony 2014[14]
- Marcelle Aka, Super Ebony 2020[15]

- Raphael Tanoh, Super Ebony 2022[16]
- Ly Goha Aimé Ludovic, Super Ebony 2023[17]
- Faustin Ehouman, Super Ebony 2024[18]